# برگ‌پیچیان
برگ‌پیچیان (نام علمی: Tortricinae) نام یک زیرخانواده از تیره برگ‌پیچان است.